# Théodore Massiac
Pour les articles homonymes, voir Massiac (homonymie).
Théodore Massiac, né Alexandre Louis Théodore Commun le 18 octobre 1851 à Paris et mort le 8 mai 1914 à Paris 4e, est un parolier, critique et auteur dramatique français.

## Biographie
Rédacteur dans diverses revues sous le pseudonyme de Louis-Théodore Commun, il collabore principalement à la Revue bleue, L'Illustration, Le Figaro et au Gil Blas. 
On lui doit des chansons, des poésies, un roman et des pièces de théâtre qui ont été représentées, entre autres, au théâtre de l'Odéon.

## Œuvres
- Le Beffroi, légende, musique de Ludovic Benza, 1873
- La Forge !, chanson, musique de Robert Planquette, 1873
- La Vision !, chant dramatique, musique de Gardel-Hervé, 1873
- Zéphyr, valse chantée, musique de Dihau, 1873
- Les Blés fleuris !, musique de Avelino Valenti, 1874
- Le Contrebandier, chanson, musique de Frédéric Boissière, 1874
- Jean Pierre !, paysannerie, musique de B. Frédérick, 1874
- Oiseaux des bois, romance, musique de Dihau, 1874
- Pourquoi je l'aime !, romance bouffe, musique de Planquette, 1874
- Que je voudrais redevenir enfant, romance, musique de Dihau, 1874
- Un beau jeune homme. Confidences d'une femme passionnée, musique de Louis-Antoine Dubost, 1875
- La Reine du lavoir, chanson, musique de Dubost, 1875
- La Grande sœur, chansonnette, musique de Désiré Dihau, 1875
- Le Bouvier, chant rustique, musique de Firmin Bernicat, 1876
- J'n'aimons point ça !, paysannerie, musique de Mathilde Fraiquin, 1877
- À la Santé de Jacqueline !, romance rustique, musique de Alfred d'Hack, 1879
- Mandoline !, poésie, musique de Henri Reber, 1879
- Le Reliquaire !, romance, musique de Paul Henrion, 1880
- Souvenir du 18 janvier 1881, chant national des altos, musique de Laurent Grillet, 1881
- Le Colibri ! Chant d'esclave, poésie, musique de Laurent Grillet, 1889
- Le Secret de Gilberte, pièce en 5 actes, en prose, 1890
- Joyeux devis, Garnier frères, 1895
- Grand théâtre de Lyon-Armor, drame musical en 3 actes, avec Ernest Jaubert, 1905
- Le Vin !, chant bachique, musique de Gaston Dubreuilh, 1906
- Les Yeux créoles !, habanera, musique de Grillet, 1907